# Rafle du billet vert
La « rafle » du billet vert est la convocation et l'arrestation de Juifs étrangers par la police française le 14 mai 1941. Les autorités françaises arrêtent ainsi 3 700 hommes juifs, principalement de nationalités polonaise et tchécoslovaque, ou des apatrides. L'ensemble de l'opération est conjointement dirigée par Theodor Dannecker et l'amiral François Bard, préfet de police de Paris.
Bien que le terme de rafle soit impropre puisque les victimes ont répondu à une convocation, il a été consacré par l'usage puisqu'il s'agit de la première vague d'arrestations massives de Juifs sous le régime de Vichy, avant notamment la rafle du Vel d'Hiv de mi-juillet 1942.

## Contexte et préparatifs

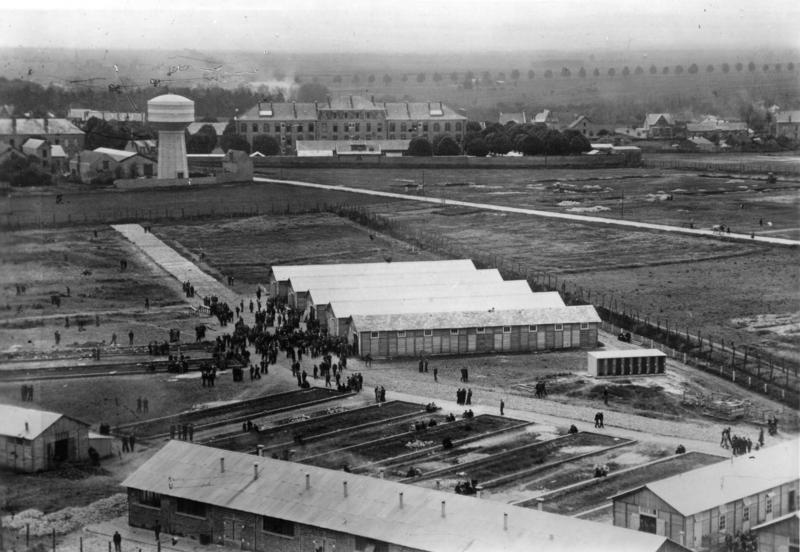
Vue du camp de Pithiviers en 1941.

À partir de septembre 1940, les autorités françaises recensent les Juifs étrangers sur ordre des Allemands. Le régime de Vichy prend ensuite l'initiative de promulguer une loi sur le statut des Juifs (loi du 4 octobre 1940). Theodor Dannecker, représentant d'Adolf Eichmann à Paris, souhaite cependant accélérer l'exclusion des Juifs, non seulement en les recensant et en les spoliant mais également en les internant. Il peut compter sur Carltheo Zeitschel, qui partage avec lui les mêmes objectifs, et qui est chargé à l'ambassade d'Allemagne à Paris des relations avec le Commissariat général aux questions juives, créé le 29 mars 1941.
Le 22 avril 1941, Dannecker informe le préfet Jean-Pierre Ingrand, représentant du ministère de l'Intérieur en zone occupée, de la transformation du camp de prisonniers de Pithiviers en camp d'internement, avec transfert de sa gestion aux autorités françaises. Les Allemands exigent dans le même temps l'application de la loi du 4 octobre 1940 qui permet l'internement des Juifs étrangers. Le seul camp de Pithiviers étant insuffisant, celui de Beaune-la-Rolande est également requis, pour une capacité totale de 5 000 places.

## Déroulement des opérations
Sur la base des recensements effectués, 6 694 Juifs étrangers, Polonais pour la plupart, des hommes de 18 à 40 ans habitant en région parisienne, reçoivent une convocation pour « examen de situation » (le billet vert) les sommant de se rendre, accompagnés d'un proche, dans divers lieux de rassemblement le 14 mai 1941, dont le gymnase Japy. Plus de la moitié (3 747) obéissent puisqu'ils pensent qu'il ne s'agit que d'une formalité administrative, et ils sont aussitôt arrêtés pendant que la personne qui les accompagne est invitée à aller leur chercher des affaires et des vivres. Ils sont transférés en autobus à la gare d'Austerlitz et déportés le jour même par quatre trains spéciaux vers les camps d'internement du Loiret (à peu près 1 700 à Pithiviers et 2 000 à Beaune-la-Rolande).

## Destin des raflés
Entre mai 1941 et juin 1942, environ 800 prisonniers réussissent à s'échapper, mais ils sont souvent arrêtés à nouveau. Dans leur très grande majorité, les victimes de cette opération sont déportées lors des premiers convois de juin et juillet 1942 et assassinées à Auschwitz-Birkenau.
Parmi les personnes raflées se trouvaient le grand-père de l'animateur de télévision Michel Cymes, mort à Auschwitz, Abraham Reiman, père d'Arlette Testyler, mort lui aussi à Auschwitz, ainsi que Daniel Finkielkraut, père d'Alain Finkielkraut, qui survécut à la déportation.

## La réaction deJe suis partout
Le journal antisémite Je suis partout, dans son édition du 19 mai 1941, réagit à ces arrestations en masse en publiant cet article : « La police française a pris enfin la décision de purger Paris et de mettre hors d'état de nuire les milliers de Juifs étrangers, roumains, polonais, tchèques, autrichiens qui, depuis plusieurs années, faisaient leurs affaires aux dépens des nôtres. Mercredi matin, la Préfecture de Police a réussi un beau coup de filet, puisque cinq mille habitants ont été mis en état d'arrestation. L'affaire fut menée dans le plus grand secret. Les gens du ghetto, qui ne manquent cependant pas de nez, crurent à une simple vérification de police. Bien vite, un officier s'empressa de les détromper. Il s'agissait d'une arrestation, en bonne et due forme. Il faut dire que les Juifs ne goûtèrent pas cette invitation de se rendre, à leur tour, immédiatement et sans délai, quelque part en France. Jusqu'ici, les Français avaient eu seuls à en faire les frais. Sous les voûtes de ce gymnase Japy où, au cours de multiples « meetings », ces mêmes Juifs s'étaient réunis pour préparer, décider et fignoler leur guerre, là, sur la tribune d'où Bernard Lecache les haranguait, les voici réunis. Des femmes, à bout de nerfs, se renversent, échevelées. Elles viennent de découvrir la douleur de perdre mari, fils ou père. »

## Photographies
Au début des années 2010, 200 planches-contacts traitant de Paris sous l'occupation réapparaissent lors d'une foire à Reims. Cinq d'entre elles, soit une centaine de clichés, concernent la rafle du billet vert et la vie des déportés aux camps de Beaune-la-Rolande et de Pithiviers. Un brocanteur normand les achète et n'y pense guère jusqu'au visionnage d'un documentaire sur la Seconde Guerre mondiale. Il prend alors contact avec des collectionneurs, qui finissent par les léguer au Mémorial de la Shoah. Leur photographe est Harry Croner, membre d'une Compagnie de propagande qui accompagnait ce jour-là Theodor Dannecker et quelques officiels allemands venus assister aux opérations. Certaines photos furent publiées dans la presse collaborationniste, figurant par la suite dans des fonds d'archives ou des ouvrages historiques mais sans que le nom du photographe soit indiqué. L'un des clichés est célèbre pour avoir été repris dans le film Nuit et Brouillard (1956) d'Alain Resnais. Il était autrefois convenu qu'il avait été pris à Pithiviers, mais on sait de nos jours qu'il s'agit de Beaune-la-Rolande.

## Hommage

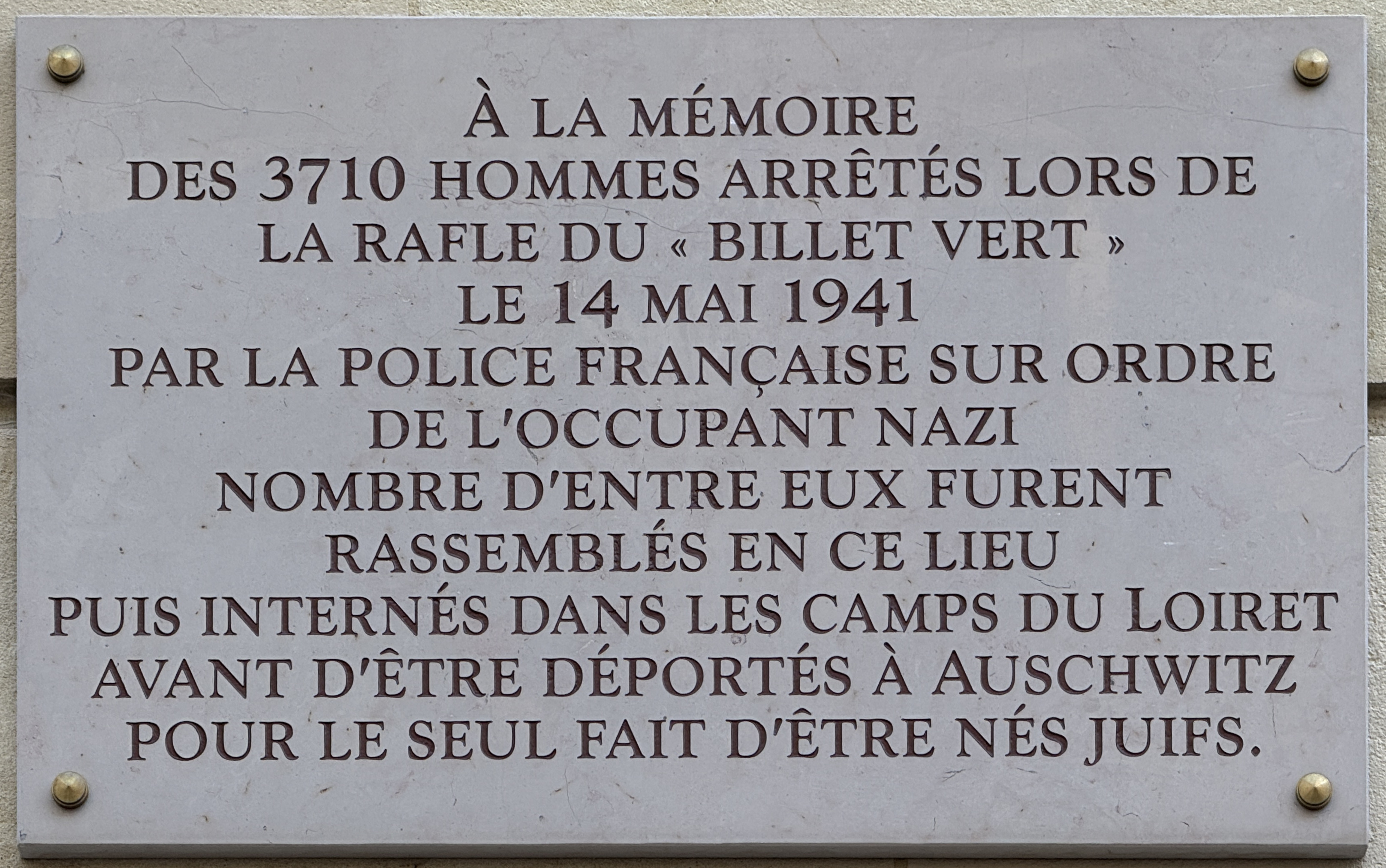
Plaque commémorative de la rue de Béarn.

Une plaque commémorative rappelle cet épisode à la gare d'Austerlitz. Une autre existe également devant le gymnase Japy.
Depuis 2021, plusieurs plaques commémoratives sont dévoilées par la Ville de Paris sur les lieux de convocation des Juifs étrangers, notamment aux adresses suivantes :  
- à la caserne des Minimes, au 12, rue de Béarn (3e) ;
- au 60, rue Notre-Dame-de-Nazareth (3e)[10] :
- à la caserne Napoléon, au 4, rue de Lobau (4e) ;
- au 12, rue Jean-Bart (6e) ;
- au 33, rue de la Grange-aux-Belles (10e) ;
- au 52, rue Édouard-Pailleron (19e).